# Marke
Marke é uma vila e deelgemeente belga, pertencente ao município de Courtrai, província de Flandres Ocidental. Em 2006, tinha 8.014 habitantes e uma área de 8,22 km².

Situação de Marke no município de Courtrai e na Bélgica

## História
Em 1977, o antigo município de Marke foi extinto e foi fundido com o de Courtrai.

## Monumentos
A igreja de Sint-Brixius  de estilo neogótico, data de 1900/1901.

## Personalidades ligadas à localidade
- Roger Vandersteene (1918-1976), missionário aqui nascido.
- Jean-Baptiste de Béthune (1821-1894), arquitecto que faleceu nesta localidade.

## Galeria de imagens

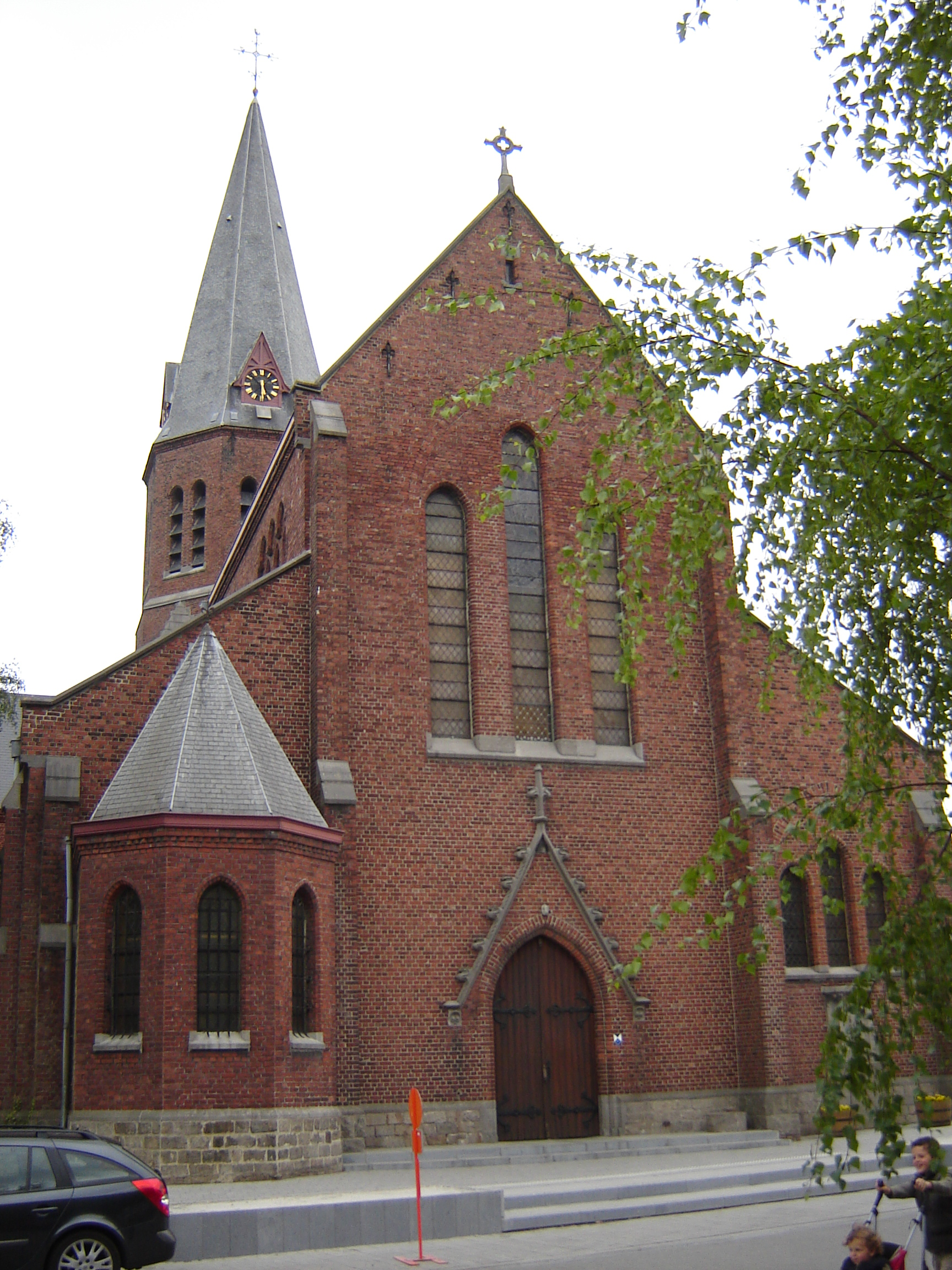
A igreja de Sint-Brixius, de estilo neogótico.
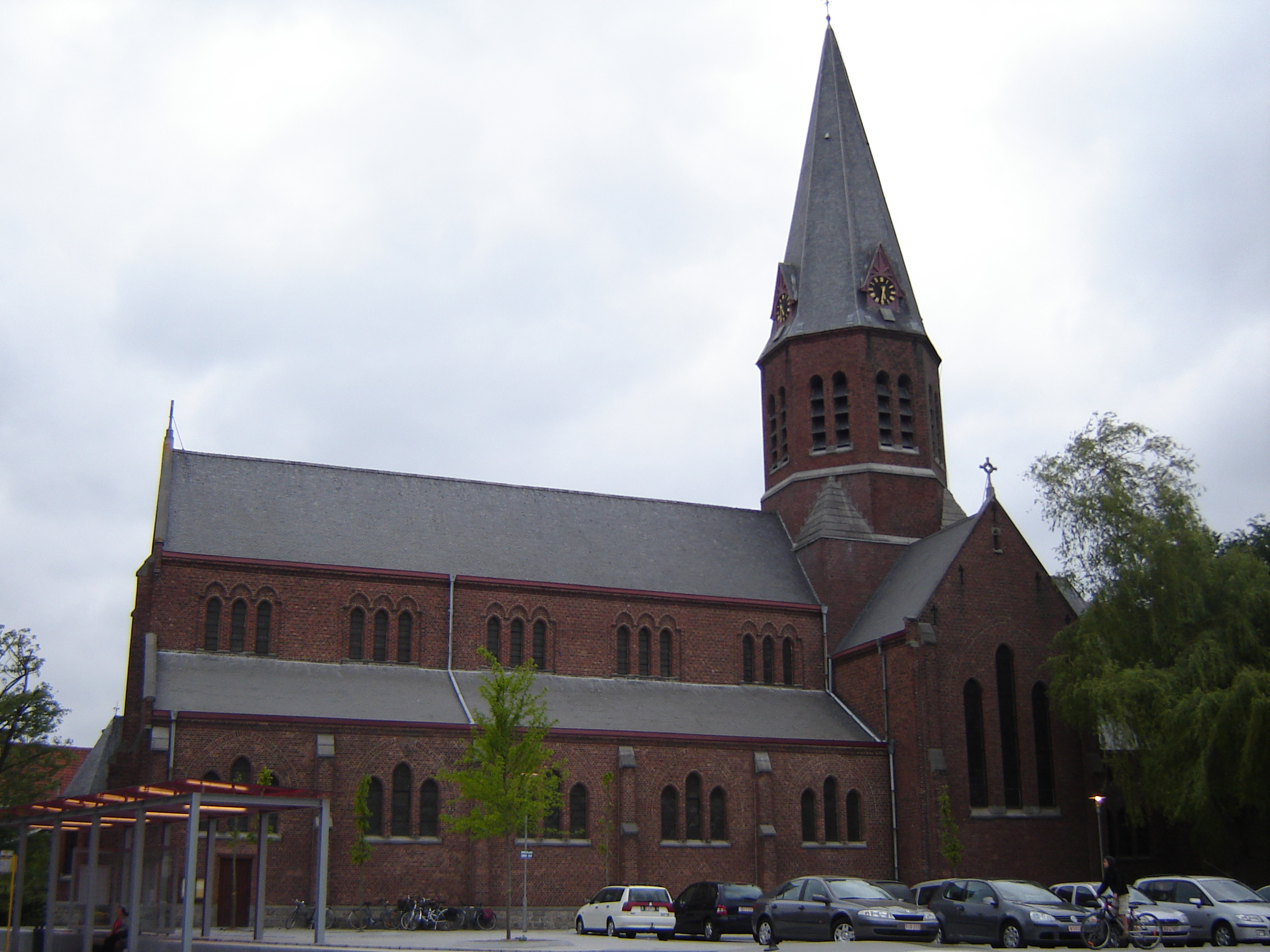
A igreja de Sint-Brixius e a praça.